# La Wallonie, le Pays et les Hommes

La Wallonie, le Pays et les Hommes est une encyclopédie de la Wallonie, publiée à partir de 1975 sous la direction d'Hervé Hasquin pour la partie historique (Histoire, Économie, Sociétés) et de Rita Lejeune et de Jacques Stiennon pour la partie culturelle (Arts, Lettres, Cultures).

## Présentation
Les six volumes de format grand in-8° ont été édités par La Renaissance du livre.
L'édition comporte six tomes :
- Histoire, Économie, Sociétés. Tome 1, Des Celtes à 1830 (1975)
- Histoire, Économie, Sociétés. Tome 2, De 1830 à nos jours (1976)
- Arts, Lettres, Cultures. Tome 1, Des origines à la fin du XVe siècle (1977)
- Arts, Lettres, Cultures. Tome 2, Du XVIe siècle au lendemain de la Première Guerre mondiale (1978)
- Arts, Lettres, Cultures. Tome 3, De 1918 à nos jours (1979)
- Arts, Lettres, Cultures. Tome 4, Compléments (1981)

## Réception critique
L'historien français Robert Muchembled, en 1981, après la parution de la deuxième édition du premier tome, déplore une approche parfois insuffisamment approfondie et pas assez descriptive mais reconnait, dans l'ensemble, « une remarquable réussite », notamment dans le fait « d'avoir évité le nationalisme outrancier et la polémique ».

## Distinction
En 1981, Rita Lejeune, Hervé Hasquin et Jacques Stiennon reçoivent collectivement le Prix du parlement de la Fédération Wallonie-Bruxelles pour cet ouvrage.